# Лебах
Лебах (њем. Lebach) град је у њемачкој савезној држави Сарланд. Једно је од 13 општинских средишта округа Сарлуис. Према процјени из 2010. у граду је живјело 19.962 становника. Посједује регионалну шифру (AGS) 10044112.

## Географски и демографски подаци
Лебах се налази у савезној држави Сарланд у округу Сарлуис. Град се налази на надморској висини од 200–450 метара. Површина општине износи 64,2 km². У самом граду је, према процјени из 2010. године, живјело 19.962 становника. Просјечна густина становништва износи 311 становника/km².

## Међународна сарадња
| Мјесто | Држава    | Врста сарадње | Од    |
| ------ | --------- | ------------- | ----- |
| Бич    | Француска | партнерство   | 1979. |
| Извор  |           |               |       |